# Chancé
Chancé (Kantieg en Breton) est une ancienne commune française située dans le département d'Ille-et-Vilaine, en région Bretagne.
Le 1er janvier 2019, elle fusionne avec Piré-sur-Seiche pour devenir la commune nouvelle de Piré-Chancé.

## Géographie

### Description

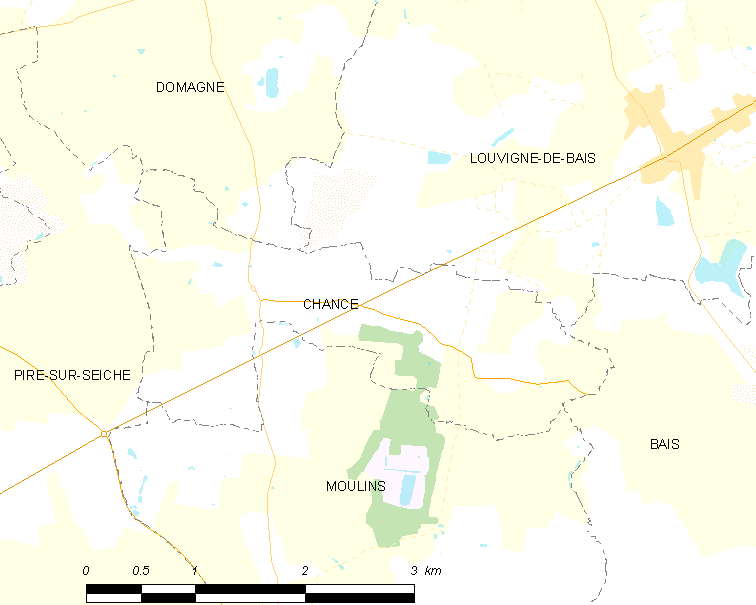
Carte de la commune.

Chancé est situé dans le bassin de Rennes et forme un bas plateau avec peu de dénivelés : le point le plus haut du finage communal est à 89 mètres d'altitude (situé dans sa partie sud-ouest), le point le plus bas est dans la vallée du ruisseau de l'Entillère vers 52 mètres d'altitude. Le bourg, en position assez centrale, mais toutefois décalé vers l'ouest au sein du finage communal, est à 64 mètres d'altitude.
Le ruisseau de l'Entillère, connu aussi sous le nom de ruisseau de Taillepied, affluent de rive droite de la Seiche, traverse la partie nord-ouest de la commune, et un de ses affluents coule au sud et à l'ouest du bourg.

## Toponymie
Le nom de la localité est attesté sous les formes ecclesia quoe vocatur Chanceinus en 1107, ecclesia de Chanceio en 1130, Chanceyum en 1516.
Formé du nom gaulois Cantius et du suffixe acum.

## Histoire

### Moyen Âge
Le prieuré Saint-Pierre de Chancé aurait été fondé au haut Moyen Âge par les seigneurs de Saint-Germain-du-Pinel. En 1107, Hugues de Saint-Germain et son frère Rainier le donnent à Quintin, abbé de la Roë.
En 1390, la paroisse de Chancé contenait les maisons nobles suivantes : le manoir de Changé, qui appartenait à Olivier de Beloczac et disposait du droit de haute justice ; Moaifel ( Monisel) , à Olivier de Besné.
La paroisse de Chancé dépendait autrefois de la châtellenie du Désert, qui appartint aux barons de Châteaubriant, puis à ceux de Vitré à partir de 1542, et disposait du droit de haute justice. Le chef-lieu de la châtellenie du Désert se trouvait au manoir de la Rivière du Désert, en Visseiche, et s’étendait sur le territoire des paroisses d'Availles, Bais, Brielles, Chancé, Domalain, Gennes, Moulins, Moutiers, Le Pertre, Saint-Germain-du-Pinel, Vergéal et Visseiche.

### Époque moderne
Chancé était encore en 1648 un prieuré-cure, valant alors 700 livres de revenus.
Jean-Baptiste Ogée décrit ainsi Chancé en 1778 :

« Chancé, à cinq lieues et demie à l'Est-Sud-Est de Rennes, son évêché et son ressort, et à trois lieues un quart de Vitré, sa subdélégation. On y compte 600 communiants. La cure est en présentation de l'Abbé de la Roë. Ce territoire, coupé de ruisseaux qui coulent dans les vallons, et qui forment un des bras de la rivière de Seiche, renferme de bonnes prairies, des terres fertiles en grains, cultivées avec soin. »

### LeXIXesiècle
Chancé a été rattachée au canton de Châteaugiron en 1801.
A. Marteville et P. Varin, continuateurs d'Ogée, décrivent ainsi Chancé en 1843 :

« Chancé (sous l'invocation de saint Pierre), commune formée de l'ancienne paroisse du même nom, aujourd'hui succursale (...). Principaux villages : Boué, le Pré Frault, Vauléard, la Chesnaie, l'Aumeûne, la Pince-Guerrière, Changé, le Houx. Superficie totale : 524 hectares, dont terres labourables 373 ha, prés et pâtures 54 ha, bois 39 ha, vergers et jardins 28 ha, landes et incultes 8 ha, (...). Moulins : 2 (de Taillepied, de Changé, à eau). (...) Géologie : schiste argileux ; porphyre dans le nord-est. On parle le français [en fait le gallo]. »

### LeXXesiècle

#### La Première Guerre mondiale
La plaque d'église, servant pendant longtemps de monument aux morts, de Chancé porte les noms de 19 soldats morts pour la France pendant la Première Guerre mondiale. Le livre d'or du ministère des pensions ne contient que 18 noms.

#### L'Entre-deux-guerres
En 1926, l'école publique de Chancé n'avait que deux élèves.

#### La Seconde Guerre mondiale
Chancé n'a connu aucun mort par faits de guerre pendant la Seconde Guerre mondiale.

### LeXXIesiècle
Le 11 novembre 2014, le monument aux morts de la commune est inauguré pour les cent ans de l'armistice de la Première Guerre mondiale.
Le 1er janvier 2019, la commune fusionne avec Piré-sur-Seiche pour former la commune nouvelle de Piré-Chancé.

## Politique et administration
| Période                                  | Période       | Identité    | Étiquette | Qualité                      |
| ---------------------------------------- | ------------- | ----------- | --------- | ---------------------------- |
| Les données manquantes sont à compléter. |               |             |           |                              |
| juin 1995                                | décembre 2017 | Jean Lebouc | SE        | Cadre administratif retraité |

| Période                                  | Période  | Identité    | Étiquette | Qualité                      |
| ---------------------------------------- | -------- | ----------- | --------- | ---------------------------- |
| Les données manquantes sont à compléter. |          |             |           |                              |
| janvier 2018                             | En cours | Jean Lebouc | SE        | Cadre administratif retraité |

## Démographie
L'évolution du nombre d'habitants est connue à travers les recensements de la population effectués dans la commune depuis 1793. Pour les communes de moins de 10 000 habitants, une enquête de recensement portant sur toute la population est réalisée tous les cinq ans, les populations de référence des années intermédiaires étant quant à elles estimées par interpolation ou extrapolation. Pour la commune, le premier recensement exhaustif entrant dans le cadre du nouveau dispositif a été réalisé en 2007.

En 2016, la commune comptait 307 habitants, en évolution de +0,99 % par rapport à 2010 (Ille-et-Vilaine : +5,46 %, France hors Mayotte : +2,11 %).
| 1793 | 1800 | 1806 | 1821 | 1831 | 1836 | 1841 | 1846 | 1851 |
| ---- | ---- | ---- | ---- | ---- | ---- | ---- | ---- | ---- |
| 480  | 469  | 422  | 500  | 520  | 516  | 523  | 531  | 570  |

| 1856 | 1861 | 1866 | 1872 | 1876 | 1881 | 1886 | 1891 | 1896 |
| ---- | ---- | ---- | ---- | ---- | ---- | ---- | ---- | ---- |
| 537  | 515  | 480  | 453  | 452  | 416  | 391  | 405  | 368  |

| 1901 | 1906 | 1911 | 1921 | 1926 | 1931 | 1936 | 1946 | 1954 |
| ---- | ---- | ---- | ---- | ---- | ---- | ---- | ---- | ---- |
| 348  | 345  | 344  | 305  | 293  | 307  | 299  | 293  | 287  |

| 1962 | 1968 | 1975 | 1982 | 1990 | 1999 | 2006 | 2007 | 2012 |
| ---- | ---- | ---- | ---- | ---- | ---- | ---- | ---- | ---- |
| 284  | 282  | 201  | 197  | 209  | 246  | 284  | 289  | 308  |

| 2016 | - | - | - | - | - | - | - | - |
| ---- | - | - | - | - | - | - | - | - |
| 307  | - | - | - | - | - | - | - | - |

## Lieux et monuments
- L'église paroissiale Saint-Pierre[21].
- La chapelle Saint-Marc-et-Saint-Marcoul[22].

La nef, d'origine médiévale, est en grande partie refaite et allongée en 1848, après le renversement par une tempête de la façade ouest et de son porche. Le clocher, qui surplombe la nef, en charpente et couvert d'ardoise, possède deux cloches, datant de 1826 et de 1852. Il date du XVIe siècle tout comme le chanceau, dont une inscription conservée dans la chapelle sud précise qu'il a été reconstruit en 1528. Cet ensemble homogène de la Renaissance, qui comprend le chœur à chevet droit peu profond et deux chapelles « celle du nord est rallongée en 1885 » conserve sa charpente décorée d'origine. La sacristie est ajoutée au nord en 1622, le pignon ouest reconstruit vers 1950.
À la demande du prieur Jean Marcigay, cette chapelle est élevée à l'emplacement de la « croix bouessée », à l'entrée du bourg, d'où part la procession des Rameaux à cette époque. Très restaurée dans les années 1880 puis à la fin du XXe siècle , elle conserve sa façade nord et son poutrage à engoulants d'origine. Le retable de style Louis XVI est « réadapté » après 1848 : les colonnes de 1634 et les volutes en bois du XVIIIe siècle provenant de l'ancien baptistère de l'église Saint-Pierre « devenu trop encombrant » lui sont alors adjointes. La peinture centrale disparaît au profit d'une niche, qui accueille la statue de saint Marc, il s'agit d'une représentation rare du saint évangéliste, qui tient le second évangile, écrit sous la dictée de saint Pierre. Il est reconnaissable au lion, couché à ses pieds.

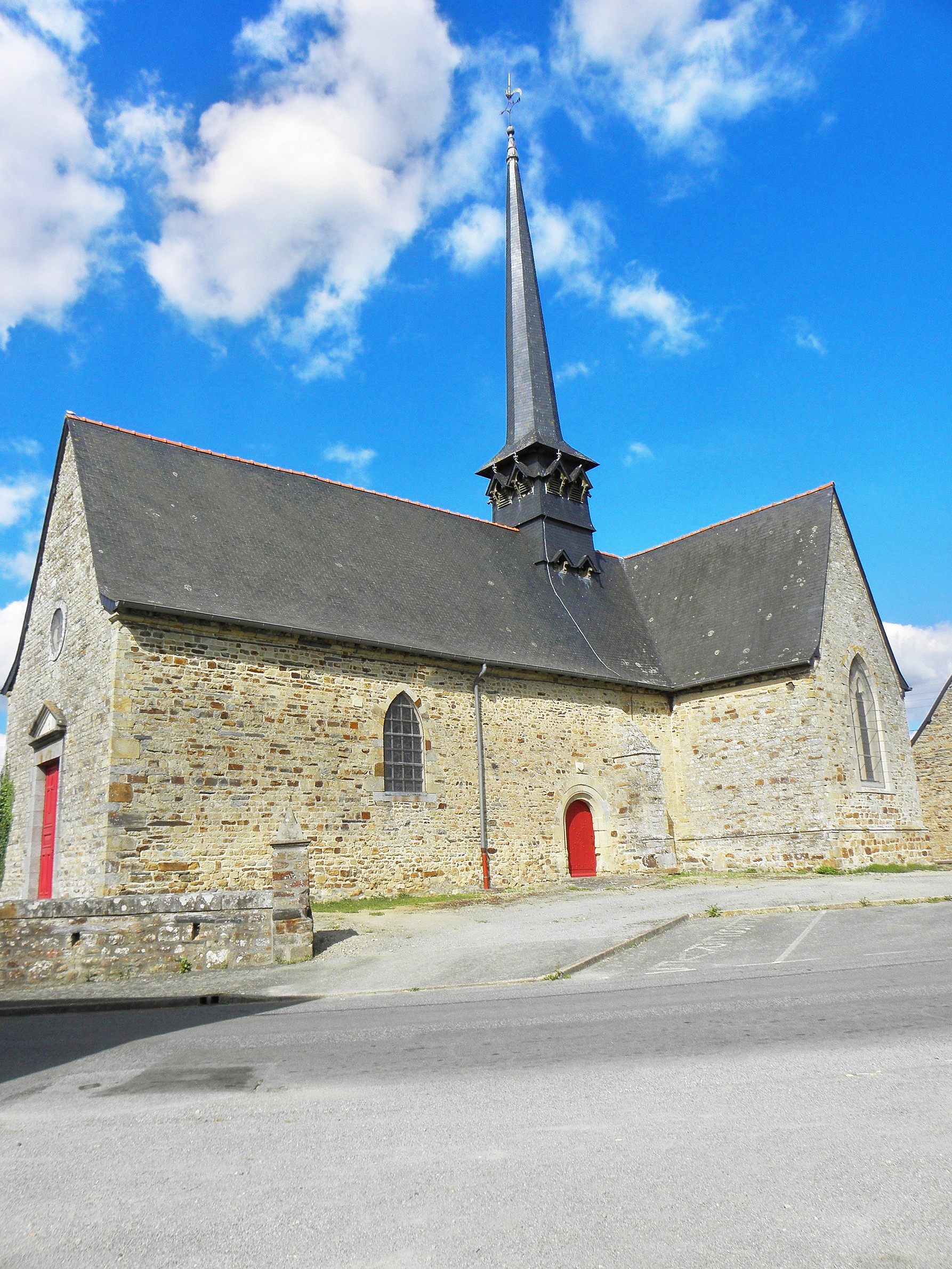
Église Saint-Pierre
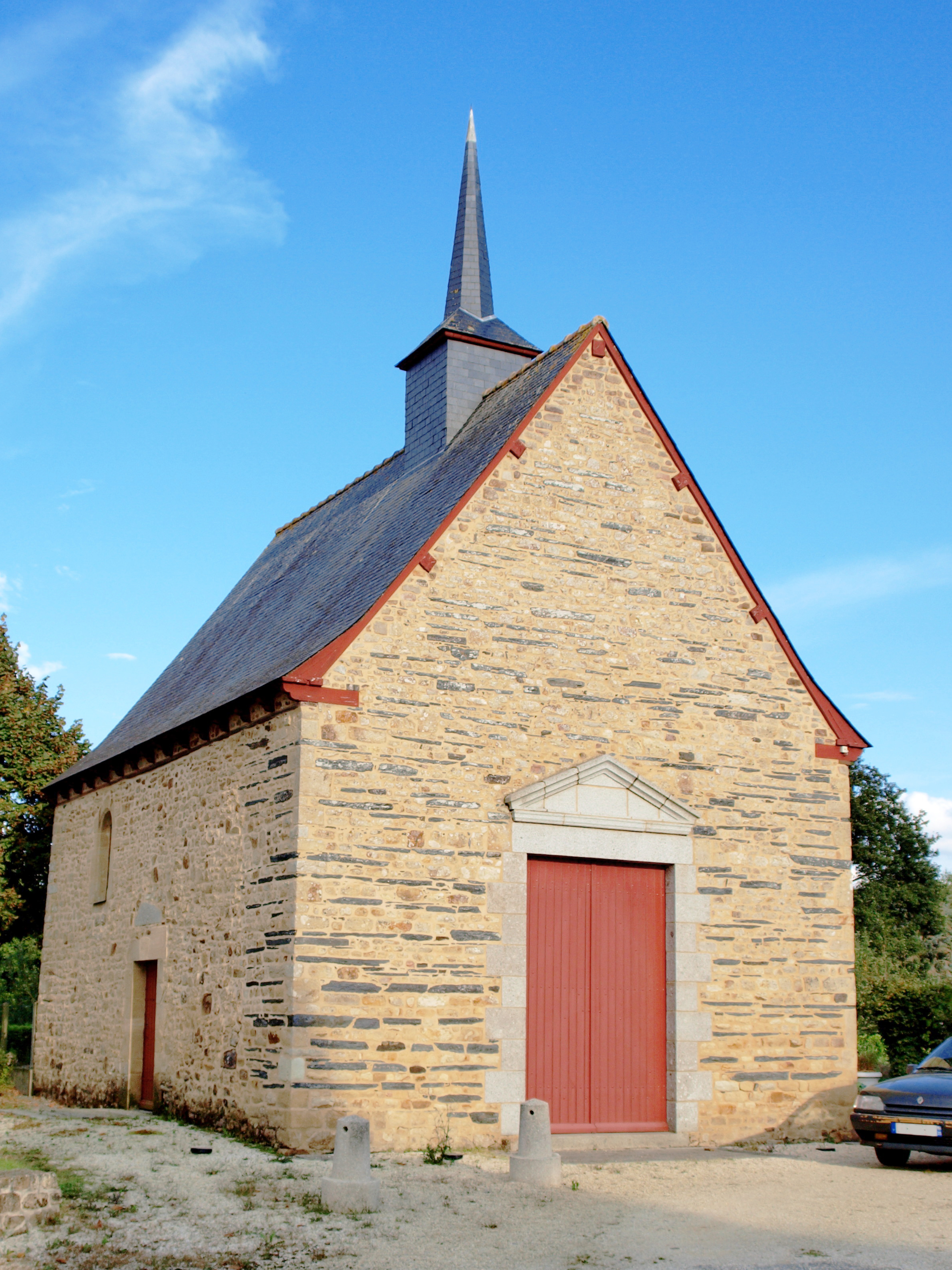
Chapelle Saint-Marc-et-Saint-Marcoul